# Joan IX d'Alexandria
Joan IX (?-1327) va ser el 81è Papa d'Alexandria i Patriarca de la Seu de Sant Marc de 1320 a 1327. Durant el seu regnat els coptes sofriren pogroms i vexacions públiques entre elles l'obligació de dur túnica fosca amb turbants blaus i una faixa per distingir-los de la majoria musulmana. El 8 de maig de 1321 moltes esglésies coptes foren destruïdes per fanàtics.